# لازلو هيلر
لازلو هيلر (بالمجرية: Heller László)‏ (و. 1907 – 1980 م) هو مهندس مجري، ولد في أوراديا، وكان عضوًا في الأكاديمية الهنغارية للعلوم، توفي في بودابست، عن عمر يناهز 73 عاماً.

## جوائز
حصل على جوائز منها:
- جائزة كوشوت [الإنجليزية]‏.